# Akihiro Sato
Akihiro Sato (Mie, 30 augustus 1986) is een Japans voetballer.

## Carrière
Akihiro Sato speelde tussen 2005 en 2009 voor Sanfrecce Hiroshima en Ehime FC. Hij tekende in 2010 bij Kashima Antlers.